# TT48
| i | mn · n | m | F4 · t · Z1 |

| i | mn · n | m | F4 · t · Z1 |

| sw | w | r · Z1 | r · Z1 |

| sw | w | r · Z1 | r · Z1 |

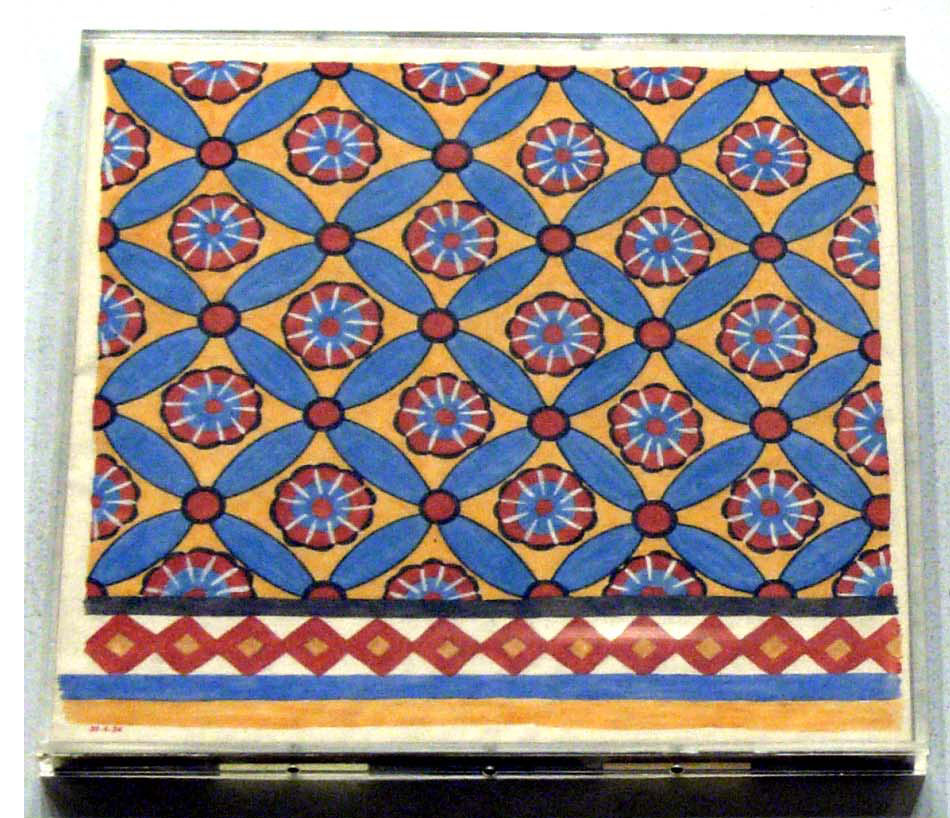
TT48: frammento di un soffitto, tempera su carta di Hugh R. Hopgood (Metropolitan Museum, Cat. MET chr30.4.26)

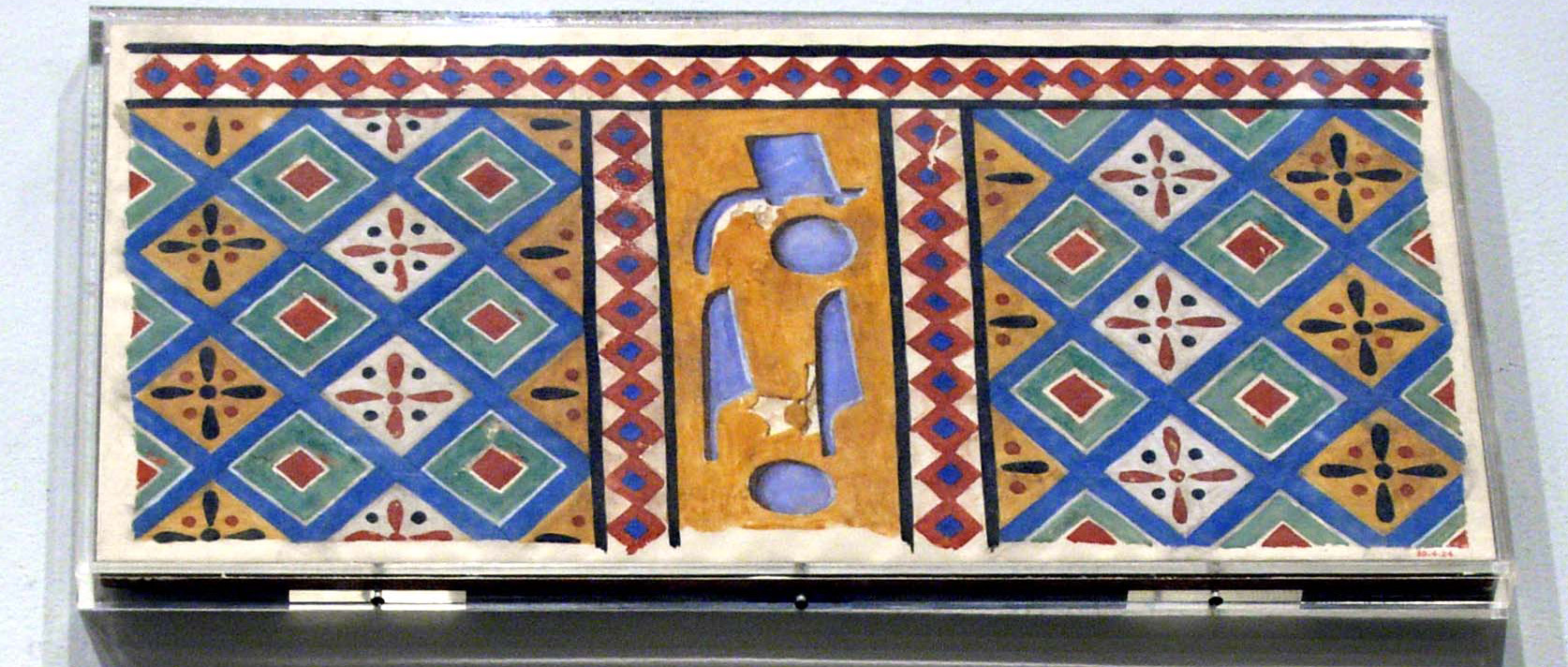
TT48: frammento di un soffitto, tempera su carta di Hugh R. Hopgood (Metropolitan Museum, Cat. MET chr30.4.24)

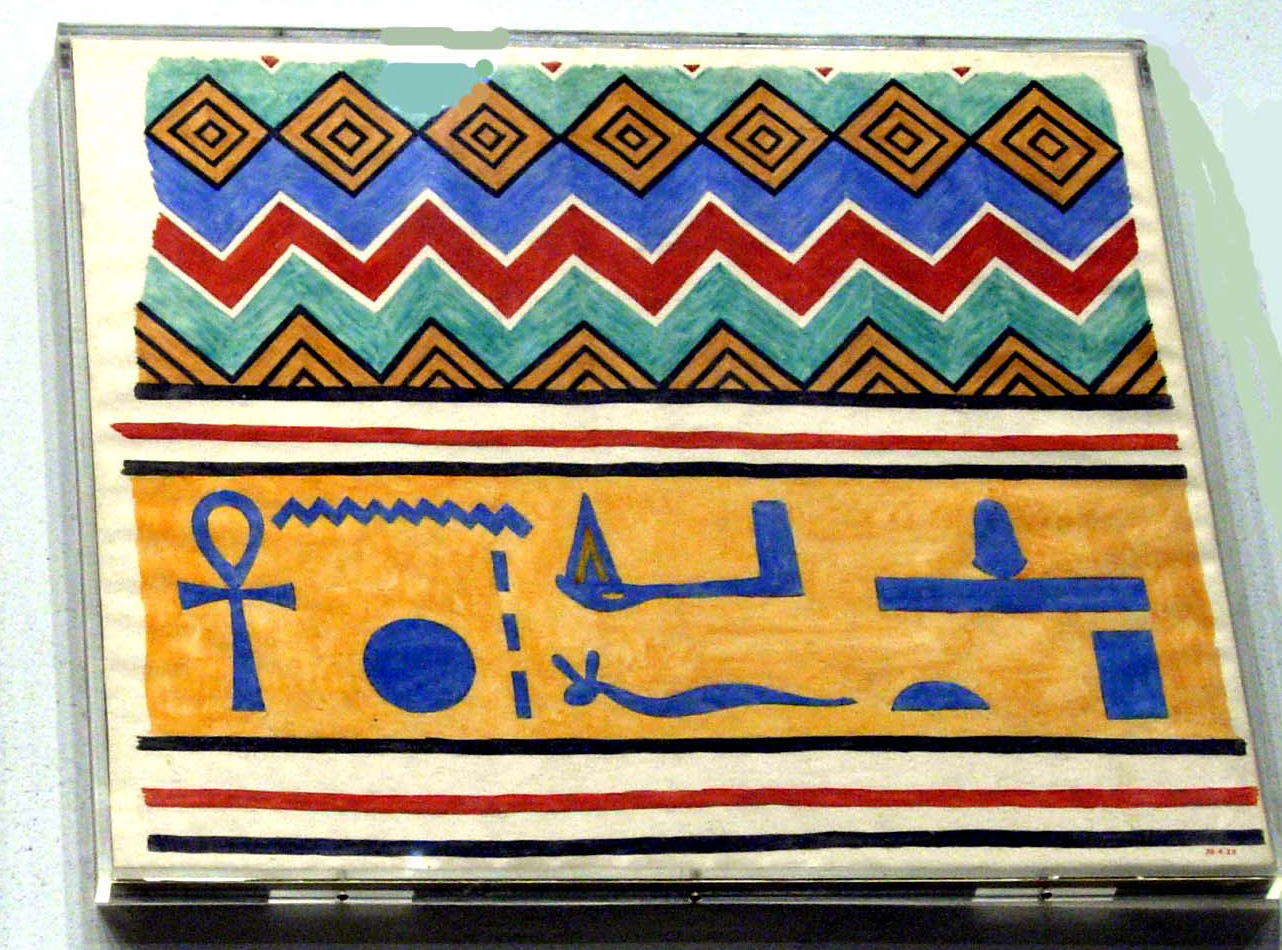
TT48: frammento di un soffitto, tempera su carta di Hugh R. Hopgood (Metropolitan Museum, Cat. MET chr30.4.23)

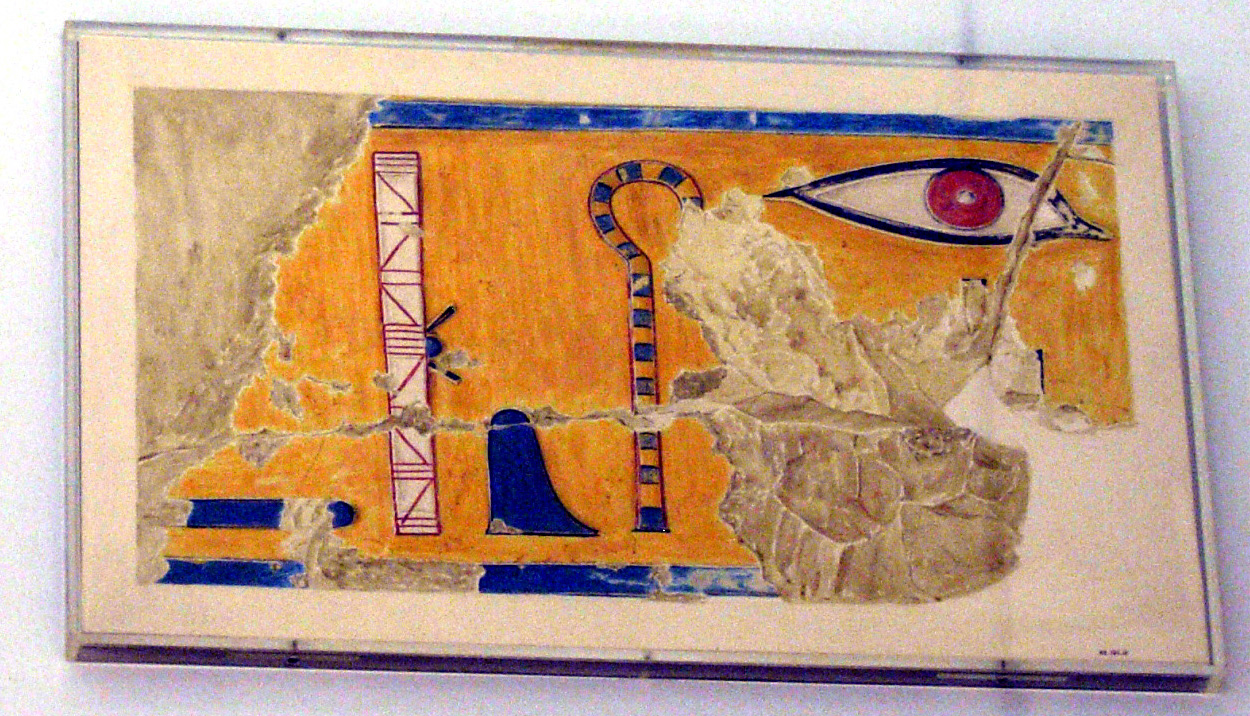
Frammento di un architrave, acquerello di N. de Garis Davies (Metropolitan Museum, cat. MET 48.105.12)

TT48 (Theban Tomb 48) è la sigla che identifica una delle Tombe dei Nobili ubicate nell’area della cosiddetta Necropoli Tebana, sulla sponda occidentale del Nilo dinanzi alla città di Luxor, in Egitto. Destinata a sepolture di nobili e funzionari connessi alle case regnanti, specie del Nuovo Regno, l'area venne sfruttata, come necropoli, fin dall'Antico Regno e, successivamente, sino al periodo Saitico (con la XXVI dinastia) e Tolemaico.

## Titolare
TT48 Era la tomba di:
| Titolare              | Titolo                                                 | Necropoli | Dinastia/Periodo               | Note |
| --------------------- | ------------------------------------------------------ | --------- | ------------------------------ | --- |
| Amenemhat detto Surer | Capo amministratore e Supervisore del bestiame di Amon | el-Khokha | XVIII dinastia (Amenhotep III) | usata come magazzino per frammenti; alla base del lato est della collina, a circa 90 m dalla casa dell'Omdeh |

## Biografia
Amenemhat, detto Surer, fu figlio di Ith-taui, Supervisore del bestiame di Amon, e di Mut-tuy, Concubina reale.

## La tomba

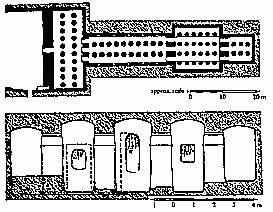
TT48: planimetria e sezione

La tomba, di grandi dimensioni, si sviluppa partendo da un portico trasversale che immette in un passaggio che adduce ad una sala interna; tutte e tre le aree sono colonnate (venti nel portico, venti lungo il passaggio e ventiquattro nella sala interna). La tomba si chiude con una sala provvista di sei pilastri. 
Uno stretto passaggio (1 in planimetria), sulle cui pareti, alquanto danneggiate, oltre testi sacri, sono rappresentati il re Amenhotep III dinanzi ad Amon-Ra e il defunto con la madre in offertorio a Ra in presenza di Nephtys, adduce ad un portico colonnato; sulle pareti (2), su due registri, il defunto in adorazione di Geb e Nut, Osiride e Iside; seguono cinque scene, alcune distrutte, con un prete lettore dinanzi al defunto e tracce di liste di offerte e di preti che officiano riti dinanzi alla statua del defunto. Sul lato corto del portico (3), ancora su due registri, in tre scene il re Amenhotep III che, accompagnato da portatori di flabello, partecipa ad una festa, che offre un granaio; che consacra offerte in presenza del kha; che fanciullo, viene allattato dalla dea serpente Thermutis e quest'ultima nell'atto di proteggere il re. Poco oltre (4) rappresentazioni danneggiate del defunto (?), preceduto da flabelliferi, e seguito da otto rappresentazioni di se stesso, offre mazzi di fiori ad Amenhotep III in trono, sotto un chiosco, con scene del re che uccide nemici calpestati da sfingi; sulla base del trono sono rappresentati i "Nove Archi", un leone e una sfinge. Oltre il corridoio che adduce al passaggio (7), ancora il re Amenhotep III sotto un chiosco, simile al precedente, che partecipa, in cinque registri sovrapposti (danneggiati), alla festa per il nuovo anno: resti di immagini del re, della regina Tye e di due statue reali trainate da personaggi tra cui il defunto, di due statue ippopotami, due del dio Bes e di due leoni. Sul lato corto del portico (6) resti di Amenhotep seguito dal kha; poco oltre (5) portatori di offerte, il defunto con la madre che sparge incenso su un braciere.
Tre corridoi, di cui solo uno ancora leggibile in quanto ad immagini parietali (8), adducono al passaggio colonnato; nel passaggio decorato (8) resti di scene del defunto in adorazione di divinità. Scarse e illeggibili le rappresentazioni sulle pareti del passaggio al termine del quale altri tre corridoi adducono alla sala interna. Anche in questo caso, solo il corridoio centrale (9) reca decorazioni di gatti sugli architravi.

## Reperti
Nella tomba vennero repertati:
- frammenti di architrave con scene del defunto in adorazione di Anubi e altre con Horus e con i cartigli di Amenhotep III;
- frammenti di una statua di granito rosso del defunto con scena di Amehotep III in adorazione di Amon;
- frammenti di una statua in granito grigio del defunto;
- due frammenti con cartigli di Amenhotep III;
- un frammento con la testa della regina Tye;
- un bracciale in smalto blu con cartiglio di Amenhotep IV/Akhenaton (?)[N 10].

### Annotazioni
1. ↑  La numerazione dei locali e delle pareti segue quella di Porter e Moss 1927, p. 90.
2. ↑  La prima numerazione delle tombe, dalla numero 1 alla 253, risale al 1913 con l’edizione del "Topographical Catalogue of the Private Tombs of Thebes" di Alan Gardiner e Arthur Weigall. Le tombe erano numerate in ordine di scoperta e non geografico; ugualmente in ordine cronologico di scoperta sono le tombe dalla 253 in poi.
3. ↑  I campi della Duat, ovvero l'aldilà egizio, si trovavano, secondo le credenze, proprio sulla riva occidentale del grande fiume.
4. ↑  Nella sua epoca di utilizzo, l'area era nota come "Quella di fronte al suo Signore" (con riferimento alla riva orientale, dove si trovavano le strutture dei Palazzi di residenza dei re e i templi dei principali dei) o, più semplicemente, "Occidente di Tebe".
5. ↑  le Tombe dei Nobili, benché raggruppate in un'unica area, sono di fatto distribuite su più necropoli distinte.
6. ↑  Le note, sovente di inquadramento topografico della tomba, sono tratte dal "Topographical Catalogue" di Gardiner e Weigall, ed. 1913 e fanno perciò riferimento alla situazione dell'epoca.
7. ↑  Con il termine omdeh si indica, in Egitto, il capo-villaggio.
8. ↑  Era compito dei preti "lettori" l'organizzazione delle cerimonie e la recitazione ad alta voce, durante le cerimonie sacre, degli inni previsti. Proprio per tale conoscenza delle invocazioni giuste e corrette, i "lettori" venivano considerati detentori di poteri magici.
9. ↑  L'iconografia dei Nove Archi, intesi come nemici dell'Egitto, è molto antica; il primo esempio si rinviene, infatti, sul piedistallo del trono della statua di Djoser a Saqqara, posti sotto i piedi del sovrano. Non esiste caratterizzazione dei popoli fino al regno di Amenhotep III; successivamente i Nove Archi varieranno a seconda delle condizioni diplomatiche o di attrito esistenti. Sotto la XVIII dinastia si annoveravano, tra gli altri, gli Haw-Nebwt, i popoli delle isole; gli Shwtyw, gli alto-nubiani; i Pedjetiw-Shw, "quelli del deserto orientale"; i Tjekhenw, i libici; mentre sotto Ramses II faranno la loro comparsa gli Hittiti, i Sangar (Babilonesi) e Naharina (Mitanni).
10. ↑  Andato perso nell'affondamento della motonave Arabic nel 1915.

### Fonti
1. 1 2  Porter e Moss 1927,  pp. 87-91.
2. ↑  Gardiner e Weigall 1913.
3. ↑  Donadoni 1999,  p. 115.
4. ↑  Gardiner e Weigall 1913, pp. 20-21.
5. ↑  Porter e Moss 1927,  p. 88.
6. ↑  Porter e Moss 1927,  pp. 89-91.